# 木下幹也
木下 幹也（きのした もとや、2002年5月1日 - ）は、東京都練馬区出身のプロ野球選手（投手・育成選手）。右投右打。読売ジャイアンツ所属。

## 経歴

### プロ入り前
幼稚園に入る前に野球を始めた。小学生時代はジャイアンツアカデミーに所属し、山田真介の指導を受ける。6年時にはジャイアンツJr.に選出された。練馬区立開進第三中学校時代は世田谷西リトルシニアのエースとして、日本リトルシニア日本選手権に優勝しMVPを獲得している。
横浜高等学校では1年夏の県大会で公式戦デビュー。1年秋は背番号10で関東大会に出場しベスト8。2年春には第91回選抜高等学校野球大会に出場。3年時は松本隆之介と二枚看板で背番号1を交互に背負いチームを支えたが、夏の神奈川県独自大会は準々決勝で敗退した。同期は後にプロに進んだ選手が多く、松本隆之介、津田啓史、度会隆輝、庄子雄大がいる。
2020年10月26日に行われたプロ野球ドラフト会議において、読売ジャイアンツから育成ドラフト4位で指名を受け、11月26日に支度金300万円、年俸360万円（金額は推定）で仮契約を結んだ。背番号は018。ジャイアンツアカデミー出身者の巨人入りは初となる。

### 巨人時代
2021年は、6月11日の二軍公式戦（イースタン・リーグ）東北楽天戦に先発し、5回を7安打2失点に抑えて二軍初勝利を飾った。二軍での登板はこの1試合のみであったが、三軍戦は21試合（58回1/3）に登板して7勝1敗1セーブ、防御率1.70、59奪三振という成績を残した。
2022年は、二軍公式戦14試合（うち先発10試合）に登板し3勝5敗、防御率4.73、三軍戦は5試合（17回）に登板して1勝2セーブ、防御率1.59。
2023年は、二軍公式戦1試合（4回）に登板し、0勝0敗・防御率6.75の成績だった。
2024年は、7月までに巨人・二軍公式戦2試合（4回）に登板し0勝1敗0セーブ 防御率4.50の成績を残した。三軍戦は9試合に登板して4勝0敗、防御率0.78。7月17日に「ファーム・リーグ参加球団規程」に基づきくふうハヤテベンチャーズ静岡（ウエスタン・リーグ参加球団）に派遣されることが発表された。オイシックス新潟アルビレックス・ベースボール・クラブを含めて、参加球団への選手派遣は初めての事例である。期間は7月22日から二軍ペナントレース終了までで、くふうハヤテでの背番号は30。くふうハヤテでは先発投手として起用され、派遣後5試合目の先発となった9月11日の広島戦では、9回を94球、無失点で投げ切り、チームでは2人目となる完封勝利を挙げるなど、くふうハヤテ・二軍公式戦8試合（42回）に登板し2勝2敗0セーブ 防御率1.29の成績を残した。本格的に投じた新球種のワンシームには「相手が嫌がる様子が見られ手応え」を感じ、派遣後に「（自分の想定よりも）長いイニングを投げられて自信になった」と答えた。

## 選手としての特徴・人物
185cmの長身から繰り出される最速147km/hの直球と、カーブ、スライダー、カットボール、スプリット、チェンジアップなどを操る。
中学1年生時、その年のオールスターゲーム第1戦の始球式に、ジャイアンツJr.の一員として参加した。

## 詳細情報

### 背番号
- 018（2021年 - ）
  - 30（2024年）※くふうハヤテベンチャーズ静岡での背番号

### 登場曲
- 『おかん〜yet〜』ベリーグッドマン（2023年）
- 『雑草』ベリーグッドマン（2024年 - ）